# FAT32
FAT32 – odmiana systemu plików FAT, po raz pierwszy zastosowany w systemie operacyjnym Windows 95 OSR2, jego poprzednikiem jest FAT16.
FAT32, który pomimo nazwy sugerującej 32 bity, wykorzystuje tylko 28 z nich, pozwalając teoretycznie na opisanie 268 435 438 klastrów, co umożliwiałoby użycie go na 16 terabajtowych dyskach twardych z sektorami 512-bajtowymi. Z powodu ograniczeń wynikających z 32-bitowego pola w boot sektorze, określającego rozmiar partycji w sektorach, rozmiar partycji obsługiwanej w tym systemie plików nie może przekroczyć 2 TB dla 512-bajtowych sektorów i 16 TB dla dysków o sektorach 4096-bajtowych. Więcej informacji na ten temat można znaleźć na stronie pomocy technicznej Microsoftu. 
Maksymalny rozmiar pliku w tym systemie to 4 GB – 1 B (232 B – 1 B). Limit rozmiaru pliku wynika z kompatybilności ze starszymi systemami i wielkości pola w tablicy katalogu określającego rozmiar pliku (2 GB – 1 B to limit rozmiaru pliku od czasów DOS-u w wersji 3.x – pomimo ówczesnego limitu 32 MB na partycję dyskową).
W momencie powstania FAT32 był lepszy od swojego poprzednika – FAT16, jednak od samego początku był planowany jako system plików dla „domowych” wersji Windows, gdyż już wtedy istniał NTFS, który przeznaczony był dla profesjonalnych wersji systemów Microsoftu.

## Kompatybilność
Następujące systemy Microsoftu nie rozpoznają oraz nie mogą startować z partycji FAT32:
- MS-DOS 7.0 i wcześniejsze,
- Windows 95 w wersji OSR1 i wcześniejszych,
- Windows NT 4.0[2].

System FAT32 jest obsługiwany przez systemy uniksowe, jednak jego budowa nie pozwala na wykorzystywanie go w głównych partycjach systemowych – m.in. ze względu na brak możliwości określania uprawnień do zasobów.
W Windows XP można korzystać z systemu FAT32, można także zainstalować go na partycji systemowej, jednak systemowe narzędzia nie pozwalają utworzyć partycji FAT32 o rozmiarze większym od 32 GB. Takie ograniczenie wynika z testów przeprowadzonych przez Microsoft, w których wraz ze wzrostem objętości partycji FAT32 znacznie spadła wydajność obsługi tego systemu. Z tego względu firma ta opracowała nowy system o nazwie exFAT, który znosi wiele ograniczeń swojego poprzednika.